# Seznam památných stromů v okrese Rokycany
Toto je seznam památných stromů v okrese Rokycany, v němž jsou uvedeny památné stromy na území okresu Rokycany.
| Název                                | Obrázek                                                    | Umístění                                               | Druh                                 | Obvod [v cm] | Kód wikidata      | Galerie                                                | Poznámka                                                                                   |
| ------------------------------------ | ---------------------------------------------------------- | ------------------------------------------------------ | ------------------------------------ | ------------ | ----------------- | ------------------------------------------------------ | ------------------------------------------------------------------------------------------ |
| Dub na rozcestí                      | Dub na rozcestí                                            | Březina u Rokycan 49°48′42″ s. š., 13°35′45″ v. d.     | dub zimní                            | 384          | 102318 Q11832124  |                                                        | Na rozcestí cest severozápadně od obce                                                     |
| Alej u náhonu                        | Alej u náhonu                                              | Dobřív 49°43′5″ s. š., 13°41′20″ v. d.                 | lípa srdčitá (16)                    | 0            | 102302 Q10768607  | Kategorie „Krausův dub“ na Wikimedia Commons           | U náhonu z Klabavy k Huťskému rybníku, k vodnímu hamru                                     |
| Dobřívská lípa †                     |                                                            | Dobřív                                                 | lípa srdčitá                         | 320          | 104480 Q74836496  |                                                        | V obci; na jaře 1994 ohrožení bezpečnosti, skácen; rozhodnutí o zrušení ochrany nedoručeno |
| Douglaska na Třech trubkách          |                                                            | Strašice v Brdech 49°42′18″ s. š., 13°47′26″ v. d.     | douglaska tisolistá                  | 605          | 106333            |                                                        | V areálu loveckého zámečku Tři trubky                                                      |
| Dub u Burýšků                        |                                                            | Dobřív 49°43′3″ s. š., 13°41′16″ v. d.                 | dub letní                            | 378          | 102301 Q11832230  |                                                        | V horní části svahu na dvoře u čp. 32                                                      |
| Dub u Houšků                         | Dub za usedlostí U Kolářů                                  | Dobřív 49°42′53″ s. š., 13°41′3″ v. d.                 | dub letní                            | 300          | 102317 Q11832280  |                                                        | V centru obce, jižně Padrťského potoka                                                     |
| Laiblova lípa †                      | Laiblova lípa                                              | Dobřív 49°43′7″ s. š., 13°41′19″ v. d.                 | lípa srdčitá                         | 705          | 102305 Q12032668  |                                                        | Na zahrada u čp. 36                                                                        |
| Lípa v Drahoňově Újezdě              | Lípa v Drahoňově Újezdě                                    | Drahoňův Újezd 49°52′39″ s. š., 13°43′32″ v. d.        | lípa srdčitá                         | 590          | 102299 Q12034687  |                                                        | V obci u kostela                                                                           |
| Lípa v Kovosvitu                     | Lípa v Kovosvitu                                           | Holoubkov 49°46′27″ s. š., 13°41′31″ v. d.             | lípa srdčitá                         | 320          | 102312 Q12034692  | Kategorie „Lípa v Kovosvitu“ na Wikimedia Commons      | Na travnaté stráni od Holoubkovského rybníka                                               |
| Klabavský dub †                      | Klabavský dub                                              | Klabava 49°45′30″ s. š., 13°31′57″ v. d.               | dub letní                            | 306          | 102314 Q12029253  |                                                        | V zahradě u čp. 53                                                                         |
| Hejkal                               | Hejkal                                                     | Medový Újezd 49°43′50″ s. š., 13°43′24″ v. d.          | buk lesní                            | 460          | 102315 Q12019384  |                                                        | Na pravém břehu Padrťského potoka severně od silnice Dobřív-Strašice, torzo cca 3 m vysoké |
| Lípa na Purku                        |                                                            | Mirošov 49°41′40″ s. š., 13°40′8″ v. d.                | lípa srdčitá                         | 225          | 102311 Q12034644  |                                                        | Na okraji obce u kaple                                                                     |
| Lípy u křížku                        | Mirošov - lípy U křížku                                    | Mirošov 49°40′58″ s. š., 13°39′45″ v. d.               | lípa srdčitá (2)                     | 0            | 102300 Q12034730  |                                                        | Na okraji obce u křížku                                                                    |
| Mirošovský topol †                   |                                                            | Mirošov 49°41′42″ s. š., 13°39′13″ v. d.               | topol černý                          | 508          | 102310 Q12038079  |                                                        | U silnice směrem na Hrádek, u benzinové pumpy                                              |
| Kařízský dub s břečťanem             | Kařízský dub                                               | Mýto v Čechách 49°48′6″ s. š., 13°46′12″ v. d.         | dub letní (1) břečťan popínavý (1)   | 0            | 102304 Q11832181  | Kategorie „Kařízský dub“ na Wikimedia Commons          | V osadě Kařízek v zahradě poblíž železnice                                                 |
| Jírovec v Němčovicích                |                                                            | Němčovice                                              | jírovec maďal                        | 223          | 106042 Q26790656  | Kategorie „Jírovec v Němčovicích“ na Wikimedia Commons | Na hranici pozemků mezi čp. 32 a 16                                                        |
| Lípa u Kaceřovského mlýna            | Lípa u Kaceřovského mlýna                                  | Olešná u Radnic 49°51′58″ s. š., 13°31′27″ v. d.       | lípa velkolistá                      | 354          | 102298 Q12034658  |                                                        | Ve střední části nádvoří Kaceřovského mlýna, na pravém břehu v údolní nivě Berounky        |
| Buk na Čihadle                       | Buk v lesním porostu nad obcí Osek v místě zvaném Čihadlo. | Osek u Rokycan 49°47′24″ s. š., 13°36′43″ v. d.        | buk lesní                            | 510          | 102306 Q11362266  |                                                        | V lesním porostu 313 G                                                                     |
| Plískovské duby                      |                                                            | Plískov 49°50′34″ s. š., 13°44′7″ v. d.                | dub letní (3)                        | 0            | 102303 Q12045716  |                                                        | Na dvoře rodinného domu čp.9                                                               |
| Krausův dub †                        | Krausův dub                                                | Přívětice 49°50′17″ s. š., 13°36′25″ v. d.             | dub letní                            | 533          | 102313 Q12031444  | Kategorie „Krausův dub“ na Wikimedia Commons           | Na břehu rybníka Rojdánek                                                                  |
| Lípy u křížové cesty                 | Lípy u rybníčku v Radnicích.                               | Radnice u Rokycan 49°51′29″ s. š., 13°36′37″ v. d.     | lípa srdčitá (2)                     | 428,261      | 105538 Q26779884  |                                                        | U sousoší Piety na začátku křížové cesty na Kalvárii                                       |
| Dub u Humlů                          |                                                            | Raková u Rokycan 49°42′2″ s. š., 13°34′51″ v. d.       | dub letní                            | 320          | 105038 Q26789634  | Kategorie „Dub u Humlů“ na Wikimedia Commons           | Na zahradě u čp. 26                                                                        |
| Duby na staré hrázi                  | Duby na staré hrázi                                        | Rokycany 49°42′52″ s. š., 13°32′34″ v. d.              | dub letní (3)                        | 319,396,462  | 105344 Q26779888  |                                                        | Na hrázi bývalého rybníka; obvod kmenů 319 cm, 396 cm, 462 cm                              |
| Javor v plynárnách                   | Javor v plynárnách                                         | Rokycany 49°44′35″ s. š., 13°35′17″ v. d.              | javor klen                           | 345          | 102307 Q12024269  | Kategorie „Javor v plynárnách“ na Wikimedia Commons    | Na dvoře areálu Západočeských plynáren                                                     |
| Lípa u kostela Nejsvětější Trojice † |                                                            | Rokycany 49°44′33″ s. š., 13°35′23″ v. d.              | lípa velkolistá                      | 377          | 105628 Q26790198  |                                                        | U kostela Nejsvětější Trojice                                                              |
| Lípy u demarkační čáry               |                                                            | Rokycany 49°44′38″ s. š., 13°36′41″ v. d.              | lípa velkolistá (1) lípa srdčitá (1) | 323,310      | 105098 Q26779885  |                                                        | Na historicky významném místě ve městě; obvod kmenů: 323 cm, 310 cm; výška 19 m            |
| Rokycanský jinan                     |                                                            | Rokycany 49°44′25″ s. š., 13°35′47″ v. d.              | jinan dvoulaločný                    | 187          | 102308 Q12049645  |                                                        | Na zahradě gymnázia                                                                        |
| Jedle pod Okrouhlíkem                | Památná jedle pod Okrouhlíkem.                             | Skořice 49°39′13″ s. š., 13°43′43″ v. d.               | jedle bělokorá                       | 400          | 106416 Q123695484 |                                                        | Roste mezi vrchem Okrouhlík a bývalou střelnicí Kolvín.                                    |
| Farská lípa †                        | Farská lípa                                                | Strašice 49°44′30″ s. š., 13°45′46″ v. d.              | lípa velkolistá                      | 416          | 102316 Q11995890  |                                                        | Ve farní zahradě                                                                           |
| Peškův dub                           | Peškův dub                                                 | Těně 49°45′14″ s. š., 13°48′32″ v. d.                  | dub letní                            | 467          | 102309 Q12045256  | Kategorie „Peškův dub“ na Wikimedia Commons            | U silnice Zaječov-Těně                                                                     |
| Jilm vaz v Újezdě                    |                                                            | Újezd u Svatého Kříže 49°51′31″ s. š., 13°34′16″ v. d. | jilm vaz                             | 172          | 102297 Q12024740  |                                                        | V obci na pravé straně místní komunikace v soukromé zahradě u čp. 37                       |